# NGC 1297
NGC 1297 (другие обозначения — ESO 547-30, MCG -3-9-17, PGC 12373) — линзообразная галактика (SB0) в созвездии Эридан.
Этот объект входит в число перечисленных в оригинальной редакции «Нового общего каталога».
Галактика NGC 1297 входит в состав группы галактик NGC 1300. Помимо NGC 1297 в группу также входят NGC 1300, PGC 12680 и ESO 548-5.
В спектре галактики, как и в спектрах NGC 5044, NGC 6868 и NGC 7079, присутствуют эмиссионные линии водорода на длине 5-38 мкм, атомные линии, а также линии полициклических ароматических углеводородов (ПАУ). В отличие от обычных галактик, в которых образуются звёзды, где доминирует катионная эмиссия ПАУ, в спектрах этих галактик преобладает большая и нейтральная эмиссия. Она отвечает за низкие отношения 6-9/11.3 мкм. Также в галактиках найдены эмиссионные линии пыли с пиками на длинах 8,2 и 11,2 мкм. Эти компоненты обычно наблюдаются в проэволюционировавших углеродных звёздах  Предполагается, что молекулы ПАУ могут образоваться из материала, который непрерывно испускается углеродными звёздами, «омолодившимися» в течение последних нескольких миллиардов лет.